# 18-F-flortaucipir
Il 18-F-flortaucipir (nome commerciale: Tauvid) è un tracciante radiofarmaceutico utilizzato nella PET cerebrale per studiare la presenza di placche amiloidi nel cervello. L'esame serve a valutare l'efficacia delle terapie anti-amiloide e studiare l'encefalo di pazienti con sospetta demenza di Alzheimer.
La PET rileva la distribuzione del tracciante nelle diverse parti del corpo. Il metabolismo cellulare è accelerato laddove si accumula maggiormente.
Gli effetti collaterali più comuni includono: mal di testa, dolore nel sito di iniezione e aumento della pressione sanguigna.
Due proteine, la tau e la betamiloide, sono riconosciute come segni distintivi della malattia di Alzheimer. Nelle persone che ne sono affette, all'interno dei neuroni del cervello si sviluppano forme patologiche delle proteine tau, che creano nodi neurofibrillari. Dopo essere stato somministrato per via endovenosa, il flortaucipir (18F) si lega ai siti del cervello associati a questo ripiegamento errato delle proteine tau. Il cervello può quindi essere sottoposto a una scansione PET per aiutare a identificare la presenza della proteina tau.
È il primo farmaco utilizzato per aiutare a visualizzare una caratteristica distintiva della malattia di Alzheimer nel cervello chiamata patologia tau. La Food and Drug Administration (FDA) statunitense lo considera un farmaco di prima classe.

## Usi medici
Il flortaucipir (18 F) è un agente diagnostico radioattivo per adulti che presentano deficit cognitivo e che vengono sottoposti a valutazione per il morbo di Alzheimer.[1] È indicato per la tomografia a emissione di positroni (PET) del cervello per stimare la densità e la distribuzione dei grovigli neurofibrillari aggregati (NFT), un biomarcatore primario del morbo di Alzheimer.
Il flortaucipir (18 F) non è indicato per la valutazione di pazienti affetti da encefalopatia traumatica cronica (CTE).

## Storia
Il flortaucipir (noto anche come 18F-T807) è stato scoperto dal gruppo di ricerca sui biomarcatori della Siemens, diretto da Hartmuth C. Kolb e Katrin Szardenings, che ha anche condotto i primi studi sull'uomo.  Il flortaucipir (18F) è stato approvato per uso medico negli Stati Uniti nel maggio 2020.
La sicurezza e l'efficacia dell'imaging con flortaucipir (18 F) sono state valutate in due studi clinici. In ciascuno studio, cinque valutatori hanno letto e interpretato l'imaging con flortaucipir (18 F). I valutatori non erano a conoscenza delle informazioni cliniche e hanno interpretato l'imaging come positivo o negativo.
Il primo studio ha coinvolto 156 partecipanti affetti da malattie terminali che hanno accettato di sottoporsi a una scansione con flortaucipir (18 F) e di partecipare a un programma di donazione post mortem del cervello. In 64 dei partecipanti deceduti entro nove mesi dalla scansione cerebrale con flortaucipir (18 F), la lettura della scansione con flortaucipir (18 F) da parte dei valutatori è stata confrontata con le letture post mortem di patologi indipendenti che hanno valutato la densità e la distribuzione dei grovigli neurofibrillari (NFT) nello stesso cervello. Lo studio ha dimostrato che i valutatori che leggevano le immagini al flortaucipir (18 F) avevano un'alta probabilità di valutare correttamente i partecipanti con patologia tau e una probabilità medio-alta di valutare correttamente i partecipanti senza patologia tau.
La Food and Drug Administration (FDA) statunitense ha approvato il flortaucipir (18) sulla base delle prove di 1921 partecipanti provenienti da 19 studi condotti in 322 siti negli Stati Uniti, Australia, Belgio, Canada, Francia, Giappone, Paesi Bassi e Polonia.
La capacità del flortaucipir (18 F) di rilevare la patologia tau è stata valutata in partecipanti con stadi generalmente gravi di demenza e potrebbe quindi risultare inferiore nei partecipanti con stadi iniziali di declino cognitivo (rispetto a quelli con malattia in fase terminale che sono stati oggetto dello studio).

## Cultura e società

### Status legale
La Food and Drug Administration (FDA) ha concesso la revisione prioritaria per la domanda di commercializzazione del flortaucipir (18F), oltre all'approvazione del farmaco Tauvid alla ditta Avid Radiopharmaceuticals, Inc.
Nel giugno 2024, il Comitato per i medicinali per uso umano (CHMP) dell'Agenzia europea per i medicinali ha adottato un parere positivo, raccomandando la concessione di un'autorizzazione all'immissione in commercio per il medicinale Tauvid, destinato alla diagnosi della malattia di Alzheimer. Il richiedente per questo medicinale è Eli Lilly Nederland B.V. Nell'agosto 2024 il Flortaucipir (18 F) è stato approvato per uso medico nell'Unione europea e, con due mesi di anticipo, anche in Italia

### Nomi
Flortaucipir (18F) è la denominazione comune internazionale (DCI).